# Liste der Bodendenkmäler in Laudenbach (Unterfranken)
Auf dieser Seite sind die Bodendenkmäler in der unterfränkischen Gemeinde Laudenbach zusammengestellt. Diese Tabelle ist eine Teilliste der Liste der Bodendenkmäler in Bayern. Grundlage ist die Bayerische Denkmalliste, die auf Basis des Bayerischen Denkmalschutzgesetzes vom 1. Oktober 1973 erstmals erstellt wurde und seither durch das Bayerische Landesamt für Denkmalpflege geführt wird. Die folgenden Angaben ersetzen nicht die rechtsverbindliche Auskunft der Denkmalschutzbehörde.

## Bodendenkmäler der Gemeinde Laudenbach

### Bodendenkmäler in der Gemarkung Laudenbach
| Lage                  | Objekt | Akten-Nr.     | Bild |
| --------------------- | --- | ------------- | ---- |
| Laudenbach (Standort) | Archäologische Befunde im Bereich der frühneuzeitlichen Katholischen Kirche St. Stephan von Laudenbach mit mittelalterlichem Vorgängerbau. | D-6-6221-0161 |      |
| Laudenbach (Standort) | Archäologische Befunde im Bereich des frühneuzeitlichen Schlosses in Laudenbach.                                                           | D-6-6221-0162 |      |